# Sav m/43
Stormartillerivagn m/43、略称Sav m/43自走砲、直訳すれば突撃砲兵車輌モデル1943は、Stridsvagn m/41 SIIの車体を基とした突撃砲である。このStridsvagn m/41は、チェコ製のTNH戦車のライセンスをスウェーデンが取得し、国産化がなされた車輌だった。Sav m/43は当初75mm砲を装備し、後期にはこれらの車輌は105mm m/44砲へ換装した。

## 就役
Sav m/43は砲兵に配備され、クリスチーネハムンに配置されたA9連隊により使用された。1951年、これらの車輌は機甲部隊に移送された。1輌のSav m/43が訓練用途に供され、残余は歩兵突撃砲中隊に割り当てられた。台数は各旅団につき突撃砲6輌であった。これらの車輌が現役の任務から外されたのは1973年のことである。

## 登場作品
『World of Tanks』
スウェーデン駆逐戦車Sav M/43として開発可能。
『War Thunder』
スウェーデン駆逐戦車Sav m/43(1944)、Sav m/43(1946)として開発可能。